# Малое Ибраево
Малое Ибраево (баш. Кесе Ибрай) — село, административный центр Ибраевского сельсовета Аургазинского района Республики Башкортостан.

## Население
| 2002 | 2009 | 2010 |
| ---- | ---- | ---- |
| 125  | ↗127 | →127 |

Согласно переписи 2002 года, преобладающая национальность — башкиры (67 %).

## Географическое положение
Расстояние до:
- районного центра (Толбазы): 16 км,
- ближайшей железнодорожной станции (Белое Озеро): 33 км.